# Cyanolyca cucullata
Cyanolyca cucullata е вид птица от семейство Вранови (Corvidae).

## Разпространение
Видът е разпространен в Гватемала, Коста Рика, Мексико, Панама и Хондурас.